# 怪奇大作戦 ミステリー・ファイル
『怪奇大作戦 ミステリー・ファイル』（かいきだいさくせん ミステリーファイル）は、NHK BSプレミアムで土曜日22:00放送のNHK・円谷プロダクション制作の特撮テレビドラマである。『怪奇大作戦』のリブートである。2013年10月5日から11月16日にかけて、全4話が放送された。

## 概要
常識ではあり得ない怪奇犯罪に対し、官民の手で創設されたSRI=Science Research Institute（特殊科学捜査研究所）がその科学力と洞察力を武器に立ち向かう。登場人物の設定は、原典の『怪奇大作戦』や2007年制作のNHK BSハイビジョン（当時）にて放送された『怪奇大作戦 セカンドファイル』を基本的に踏襲しているものの、『セカンドファイル』とは一部で変更が見られる。
ドラマ演出にはベテランの鶴田法男、緒方明と中堅のタナダユキ、田口清隆が起用され、キャストは主演が西島秀俊から上川隆也に交代するなど、『セカンドファイル』から一新されている。

## キャスト

### S.R.I. 所員
牧 史郎
演 - 上川隆也
ID No.070254。48歳。大学時代は応用化学を専攻し、首席で卒業。大学院を出た後はしばらく就職せず、この間多くの発明品を開発し、特許を多数取得している。その後、各種研究施設を渡り歩いたのち、的矢にスカウトされSRIに入所する。高度な科学的知識を有し、難事件を解決するSRIの頭脳ともいうべき存在。フェロモン探知機などを急ごしらえで作ってしまう。しかし、本人曰はく「捜査官である前に科学者」であるため、犯人側に自己を接近させすぎてしまうこともある。コーヒーに対するこだわりは強く、カフェカウンターの設置を要望したほど。見かけによらず甘いものが好きであるらしく、コーヒーに角砂糖を3つ入れることもある。
三沢 京助
演 - 原田泰造
ID No.082532。43歳。大学時代はスポーツ科学・医学を専攻。大学卒業後は警視庁に入庁し捜査一課に配属され、そこで鑑識だった的矢と出会う。その後、警備部警護課にてSPとして要人警護任務にあたるが、的矢のSRI所長就任に際し、入所する。スポーツ万能で正義感が強く、考えるよりもまず体が動く猪突猛進型の直感派。公式ホームページによると本人は常に冷静であるつもりらしい。牧には「助さん」と呼ばれている。酷い水虫だが、そのために命拾いしたことがある。
小川 さおり
演 - 高橋真唯
ID No.101234。29歳。大学時代はコンピュータ科学および情報科学を専攻し、大学卒業後にSRIに入所する。ITを駆使した捜査を担当し、情報収集やコンピュータ解析に秀でる。ハッキング技術も有し、敵の施設のシステムに侵入しロックを解除して閉じ込められた牧と三沢を救ったこともある。また、行動力もある。可憐な容姿に似合わず、言うことは辛辣である（特に三沢と野村に対して）。スルメが好きでコンピュータを操作しながら齧っている。彼氏有り。
野村 洋
演 - 村井良大
ID No.100025。25歳。大学時代は精神科学および心理学を専攻する。SRIに就職したばかりの新人。現時点では、専ら的矢や先輩所員の指示を仰ぎ、現場調査やリサーチなどのサポートにまわることが多い。言いたいことははっきり口にするが、それが禍を招くこともある。特にさおりには一言多いと評される。虫が苦手で触ることができないが、本人曰く「それが唯一の弱点」とのこと。将来のSRIエースを自認している。
的矢 千景
演 - 原田美枝子
ID No.043220。54歳。SRI初の女性所長。警視庁入庁後は鑑識課に配属され、数々の難事件を担当し警視総監賞他多くの賞を受賞する。その後、高度化・複雑化する科学犯罪に対する、より柔軟かつ臨機応変な捜査の必要性を感じ、SRIに入所する。柔和な口調と物腰だが芯は強く、個性的なSRI所員をしっかり束ねている。指示も的確で情も深く、過去の自分を省みることができる。自分を見失いかけた牧を光の側に踏み止まらせた。

### 警視庁
島田 梨沙
演 - 田畑智子
ID No.PLC-5037。32歳。捜査一課の警部補。警察学校卒業後に特別捜査官として警視庁に採用される。警察組織からSRIへの捜査依頼が発生した際の業務発注・捜査支援・報告等を任務とする、いわゆるパイプ役。最初はSRIに捜査協力を要請することの意味に疑問を持っていたが、高度な科学犯罪とそれをSRIが解明する様を目の当たりにし、今ではSRIの存在意義を理解している。小柄だが度胸があり、人食い蟻の大群に消火器で立ち向かったことも。

### ゲスト

#### 第1話
佐喜沢 尊彦 - 森本レオ
冬虫夏草の権威。中国のベンチャー企業に招待されたこともある。
松戸 浩一郎 - 安田顕
佐喜沢の娘婿。研究者。
葛城 健二 - 浅利陽介
刑事。島田の部下。捜査中に命を落とす。
松戸 ミキ - 吉澤里桜
佐喜沢の孫、松戸夫妻の娘。
松戸 アヤ - 吉澤実里
佐喜沢の娘、松戸の妻、ミキの母。既に他界している。
北川 洋平 - 上鶴徹
被害者。
その他
- 一紗晴、玉置孝匡、川上奏龍、平田敬士、春原雅之、岸田瑛音、渡辺隼斗、岩本淳、長谷川エリー、川島雄作、イマニシケンタ、小糸綾子、辰巳智秋、永井若葉、佐藤匡泰、所博昭

#### 第2話
糸川 俊也 - 嶋田久作
教授。蟻の研究者。かつて安堂薫と共に研究していた。
安堂 薫 - 山本未來
蟻の研究者。現在行方不明。事件に関わっているのか…？
天野 恵子 - 高橋かおり
ヒューゲル製薬の研究員。施設を訪れた牧と三沢を案内する。
坂崎 浩輔 - 伊達暁
被害者。強請なども行う悪質なハッカー。
糸川 薫 - 芳山叶恋
糸川の妹。
その他
- 河井青葉、玄覺悠子、灰谷悠子、平栗里美、諏訪井モニカ、葵うらら、田村直子、真中乃亜、牧野志保、太田麻貴、林摩耶、河野将也、坂下翼、和田みさ、村上雄太

#### 第3話
江川 健人 - 塚本高史（少年期：椙杜翔馬）
株式会社サイバートール代表取締役社長。山口菜々の兄。
武藤 茂明 - 平田満
医科学研究者。かつてクローンベイビーの発表を否定され、学界から追放された。
山口 菜々 - 酒井彩音
人気子役だったが、20年前に心臓を抉り取られた状態で発見される。
その他
- 松浦祐也、梶原阿貴、藤木修、練苧弘晃、重田裕友樹、長部努、相馬有紀実、高山康平、大河原恵、細田ひなた、嶺岸柚杏

#### 第4話
飯田橋 政夫 - 永島敏行
刑事課係長、島田の上司。牧に疑いの目を向ける。
山岸 - 山中アラタ
三上 菜穂子 - 桜井ユキ
梨田 友佳 - 嶋崎亜美
ミホ - 駒木宏美
配送業者 - 佐藤良洋
現場写真に写っている配送車の運転手。
その他
- 和泉崇司、初岡ヒロカズ、海高淳一、東野行泰、宮久保武司、高柳和春、三品嘉男、杉本安生、sa-ya、木村紀子、山本文子

## スタッフ
- 原作 - 円谷プロダクション
- 監修 - 大岡新一
- 脚本 - 小林弘利、中野貴雄、黒沢久子
- 音楽 - 玉木宏樹、山本直純、福田裕彦
- 演出 - 田口清隆、緒方明、タナダユキ、鶴田法男
- エンディング曲 - 春菜マリア「スカボロフェア」
- 挿入歌 - 杉並児童合唱団 / ウパウパハウス「とおりゃんせ」（第3話）
- ナレーション - 山田誠一郎
- 科学考証 - 金子隆一
- アリ生態監修 - 緒方一夫、佐藤俊幸（第2話）
- 音楽プロデューサー - 田靡秀樹
- 美術 - 池谷仙克
- 撮影 - 村川聡、藤井良久
- 照明 - 武山弘道
- 音声 - 鶴巻仁
- 音響効果 - 今野康之
- VFX - 鹿角剛
- CG制作 - 水石徹
- 美術進行 - 高橋努
- 特殊メイク - 中田彰輝
- 編集 - 矢船陽介
- 記録 - 森みどり
- 擬闘 - 二家本辰巳
- 操演 - 村石義徳
- 音楽プロデューサー - 田靡秀樹
- 特撮技術 - 緒方明、八木毅
- 撮影協力 - さがみはらフィルムコミッション、相澤牧場、調布市
- 制作統括 - 北浦嗣巳、西村崇、松居径
- プロデューサー - 熊木白仁
- 制作 - NHKエンタープライズ
- 制作著作 - NHK、円谷プロダクション

## 放映日程
| 話数 | 放映日         | サブタイトル   | 脚本     | 演出       |
| ---- | -------------- | -------------- | -------- | ---------- |
| 1    | 2013年10月05日 | 血の玉         | 小林弘利 | 田口清隆   |
| 2    | 2013年10月12日 | 地を這う女王   | 中野貴雄 | 緒方明     |
| 3    | 2013年11月09日 | 闇に蠢く美少女 | 黒沢久子 | タナダユキ |
| 4    | 2013年11月16日 | 深淵を覗く者   | 小林弘利 | 鶴田法男   |